# Nintendo 2DS
Nintendo 2DS - це портативна ігрова консоль виробництва Nintendo. Апарат був аносований в серпні 2013 року і випущений в Північній Америці, Європі та Австралії 12 жовтня 2013 року.
Nintendo 2DS є версією початкового рівня Nintendo 3DS, який підтримує в іншому випадку ідентичне обладнання, аналогічні функціональні можливості, а також сумісність з програмним забезпеченням, розробленим для Nintendo DS і 3DS. Однак 2DS має новий формфактор моноблок, а не дизайн розкладачки, використовуваний її попередниками, і відсутністю дивитися 3D без спеціальних окулярів. Nintendo 2DS продається паралельно з наявними моделями 3DS як стимул, щоб розширити ринок для ігор Nintendo 3DS. Президент американського відділення компанії Nintendo, Реджі Філс-Айме заявив, що продукт орієнтований на аудиторію з віком менше 7 років, оскільки компанія не рекомендувала дітям використовувати можливості 3D на 3DS через можливі проблеми зі здоров'ям очей.
Прийом Nintendo 2DS був неоднозначним; в той час як Nintendo хвалили за те, як вона виділила консоль порівняно з  дорожчими аналогами, велика частина критики була спрямована на спрощення консолі в порівнянні з Nintendo 3DS. Зокрема це стосувалося дизайну, що вважається менш привабливими, ніж у 3DS. Також з недоліків називаються низька якість звуку та малий термін служби батареї. Проте, дизайн 2DS було високо оцінено деякими критиками за те, що вона більш надійна і зручна, ніж Nintendo 3DS, особливо для цільового ринку. Деякі критики також вважають, що відсутність підтримки 3D було зайвою примхою Nintendo; однак, компанія заявила на це, що стереоскопічне 3D-зображення залишатиметься рисою майбутніх проектів.